# Cheironitis ungaricus ungaricus
Cheironitis ungaricus ungaricus é uma subespécie de insetos coleópteros polífagos pertencente à família Scarabaeidae.
A autoridade científica da subespécie é Herbst, tendo sido descrita no ano de 1789.
Trata-se de uma subespécie presente no território português.